# 중앙동 (익산시)
중앙동(中央洞)은 대한민국의 전북특별자치도 익산시에 설치된 동이다.

## 개요
중앙동은 1998년 2월 2일 법정동인 창인·중앙·갈산동을 통합 하여 행정동인 중앙동이 탄생한 것이다. 상업의 중심지로서 중앙시장 등 상가가 밀집되어 있으며 익산역의 소재로 인하여 교통의 중심지로 익산시내 중심 상권을 형성하고 있다.
- 중앙동은 1961년 이리의 중심가로 중앙에 위치해서 명명되었고, 갈산동은 1946년 철도 개통 이전 칡넝쿨이 우거진 황량한 야산(葛山)이 있었던 동네라 하여 명명됨. 창인동은 1957년 북창동에서 창(昌)과 철도와 관련된 철인동에서 인(仁)이 합해져 생겼음.
- 1912년 호남선 개통 이후 창인동 일대에는 동양척식회사 이리지점, 토목국 이리출장소, 조선식산은행지점, 삼남은행 등이 설립했고, 갈산동은 일본인의 집단 거주지로 개발되었음. 익산역 앞길 남쪽에 위치한 중앙로(일명 영정통)는 익산 일백년 역사에 가장 번화가였음. 1977년 익산역 폭발사고를 계기로 역 주변의 무질서했던 시가지를 정비하고, 도로망도 격자형 체계로 바뀌어 현재의 중앙동 모습을 갖추게 됨. 중앙시장 및 상가가 밀집하여 1990년대까지 익산시내 중심상권을 형성하고 있었음.

## 행정 구역
- 창인동1가
- 창인동2가
- 중앙동1가
- 중앙동2가
- 중앙동3가
- 갈산동

## 교육
- 이리중앙초등학교